# Festival Terres du Son
 (juillet 2019).
Le festival éthique et responsable Terres du Son est un festival de musique créé en 2005 à Tours, et ayant lieu tous les ans au Domaine de Candé à Monts (Indre-et-Loire). Sur une durée de 3 jours, le festival cherche à faire découvrir de jeunes talents ainsi que des artistes locaux, notamment grâce au dispositif Propul'Son de la Fracama (Fédération Régionale des Acteurs Culturels et Associatifs des Musiques Actuelles) en Centre-Val de Loire.
Engagé dans une démarche solidaire, le festival travaille en collaboration avec des structures médicaux sociales , invite de nombreuses associations, et propose de multiples activités, conférences et concerts gratuits au sein de l’Éco-Village avec un espace réservé au jeune public.

## Histoire
C'est à l'origine un groupe d’amis de Tours qui s'est lancé dans l’aventure de ce festival de musique. Ils le voulaient ouvert, éclectique, original et de qualité.
Petit à petit et depuis 2005, le festival Terres du son s’est forgé une identité autour d'un projet artistique, environnemental et associatif.
Les premières éditions se sont déroulées au Parc des expositions de Tours, puis en bord de Loire à La Ville-aux-Dames et enfin à Monts près de Tours, depuis 2008, où il a investi les parcs et le château du domaine de Candé.
Il se positionne désormais comme l'un des plus gros festivals de la région Centre[réf. à confirmer] et propose sur 3 jours des têtes d’affiches nationales et internationales aux côtés de découvertes prometteuses[réf. souhaitée]. Il soutient les groupes tourangeaux en développement.
En 2023, pour la première fois, le festival est complet sur les trois jours et bat son record de fréquentation avec 62 000 festivaliers.
En 2020, le festival réaffirme[Où ?][réf. souhaitée] son engagement dans le développement durable, sociétal et environnemental et évolue vers une nouvelle forme.[C'est-à-dire ?]
Il défend l'émergence artistique et une certaine indépendance.[C'est-à-dire ?][réf. souhaitée]

## Budget
En 2011, il est de 850 000 €.
En 2014, le budget atteint 1,2 million d'euros.
En 2023, le budget consacré à la programmation est de 900 000 €.

## Fréquentation
| Année | Festivaliers |
| ----- | ------------ |
| 2005  | 2 500        |
| 2010  | 25 000       |
| 2011  | 27 000       |
| 2012  | 28 500       |
| 2013  | 32 000       |
| 2014  | 40 000       |
| 2015  | 48 500       |
| 2016  | 40 000       |
| 2017  | 40 000       |
| 2018  | 35 000       |
| 2019  | 40 000       |
| 2023  | 62 000       |
| 2024  | 48 500       |

## Programmation
Quelques-uns des artistes venus aux différentes éditions du festival (listes non exhaustives) :

### 2024
12, 13 et 14 juillet.
Programmation complète :
- Vendredi : Bigflo & Oli, Feder, Bekar, Fakear, Irène Drésel, Adèle Castillon, Zaoui, Orange Blossom, Mesparrow, Double Vitrage, Jane & Les autres
- Samedi : Gazo, Disiz, Vladimir Cauchemar, Dionysos, Trinix, La P'tite Fumée, Jahneration, 2TH, TechnoBrass, Youthie, Jim Ballon, Jozeph, Ilots
- Dimanche : Justice, Jain, Luidji, Mass Hysteria, Santa, Contrefaçon, Ben PLG, Sierra, Madam, Grife, Aro Ora

### 2023
7, 8 et 9 juillet.
Avec Orelsan, Lomepal, Shaka Ponk, Bob Sinclar, Matmatah, La Femme, Feder, Petit Biscuit, Groundation, Ibeyi, Adé, Biga*Ranx, Winnterzuko, Julien Granel, Miel de Montagne, Doria, Asdek x Basstrick, Contrefaçon, Clay and Friends, Ondubground, Sumac Dub, KasbaH, Camion Bazar, Tatyana Jane, Roots Raid, Mazette, Mat El Saïd, Toukan Toukan, Xameleon, Thelmaa, Garuzé, Gregory Jolivet, Six Carré, SheWolf, Arno N'Joy x Damussel, Sun Gazol, Les Allumés du Bidon...
Annulation Dowdelin (remplacé par Beyadi).

### 2022
Après une édition particulière en 2021, Terres du Son revient au format initial du festival avec 3 jours de festivités les 8, 9 et 10 juillet.
Avec PNL, Vianney, Juliette Armanet, Martin Solveig, Kungs, Eddy de Pretto, Deluxe, L'Impératrice, Tiken Jah Fakoly, 47Ter, Dirtyphonics, Lujipeka, S+C+A+R+R, James BKS, Myd, Benjamin Epps, Lulu Van Trapp, Ladaniva, Brutus, Pogo Car Crash Control, Jungle By Night, Star Feminine Band, Elisa Do Brasil, Dope Saint Jude, Gargäntua, Zinée, You Said Strange, Romane Santarelli, RANK-O, Opac, Tigre Bleu, Crenoka, Bleu Shinobi, Space Tea, Beyadi, First Draft...

### 2021
Avec la contrainte Covid, le festival se réinvente et développe Midi-Minuit par Terres du Son, une version à jauges réduites mais plus longue (5 jours) les 9, 10, 11, 13 et 14 juillet.
Avec IAM, Grand Corps Malade, Selah Sue, Pomme, Suzane, Gaël Faye, Sebastien Tellier, Feu! Chatterton, Flavia Coehlo, Ben Mazué, Hervé, Victor Solf, Silly Boy Blue, Terrenoire, Jupiter & Okwess, Philémone, Louv, Pti'Sam, Massive Dub Corporation, Valentine Lambert, Strawberry Seas, Stache, Back and Forth, VSSVD, Trois...

### 2019
12, 13, 14 juillet 
Avec  Angèle, Therapie Taxi, Jeanne Added, Metronomy, Vald, Balthazar, Clara Luciani, Fat White Family, The Inspector Cluzo, Seun Kuti & Egypt 80, Fatoumata Diawara, Gringe, Haiku Hands, Jambinai, Josman, Kap Bambino, Kompromat, Last Train, Lou Doillon, Oktober Lieber, Péroké, Psychotik Monks, Rendez-Vous, Sarah Zinger, Abschaum, Ajate, Cannibale, Dombrance, Grande, Stuffed Foxes, Chevalien, Kokomo, Aion, Ephèbe, Sun Gazol, Le comptoir...

### 2018
Légère baisse pour le festival avec 35 000 festivaliers les 6, 7, 9 juillet et un virage dans la programmation.
Programmation par scènes :
- Ginkgo : Juliette Armanet, Chronixx (en), 2 Many DJ's, L'impératrice, Amadou et Mariam, Django Django, Yuksek & Fatnotronic, Calypso Rose, Feu! Chatterton, Fakear, Meute
- Biloba : Baxter Dury, Gregory Porter, Gaël Faye, The Limiñanas, Roméo Elvis, Lomepal, Némir, Her, Suuns, Molécule
- Chapit'ô : Nadia Rose, Faire, Ghetto Kumbé, Joris Delacroix, Snapped Ankles, J.Bernardt, Lysistrata, La Mverte, Le Villejuif Underground, Vox Low, BCUC, Preoccupations
- Propul'son : Revivor, Jim Ballon, Scratchophone Orchestra, Irène Drésel, Caje, Birdstone, Dissident, First Draft, Le Carré, Synapz, Lehmanns Brothers, Tiloun, Thé Vanille, CTRL-Z

### 2017
7, 8 et 9 juillet. 
Programmation :
- Vendredi : Morcheeba, Synapson, Keny Arkana, Protoje & The Indiggnation, Tété, FKJ, Naïve New Beaters, Kate Tempest, Kartell, Cezaire, Dabeull, Tommy Jacob, Plage 84, The Riots, Bo Bun Fever, Nivek, Brigante Records
- Samedi : Gojira, Camille, Gogol Bordello, Birdy Nam Nam, Raul Midón, Bachar Mar-Khalifé présente The Water Wheel, Frustration, Sir Jean & NMB Afrobeat Experience, Carte Blanche aux Îlots Électroniques, Grèn Sémé, Eddy Kaiser, TIAA, MONOEYES, Nesseria,  Verbal Razors
- Dimanche : Petit Biscuit, Imany, Popa Chubby, Un air, deux familles, Inna de Yard, BRNS, Polo & Pan live, TheAngelcy, Fanfare Ciocărlia, Carte Blanche aux Îlots Électroniques, Volage, Factice, Les Sœurs Moustache, Angle Mort & Clignotant, YachtClub

### 2016
8, 9 et 10 juillet. 
Programmation complète :
- Vendredi : Ibeyi, Lilly Wood and the Prick, Mr. Oizo, La Maison Tellier, Biga Ranx & Friends, Hyphen Hyphen, Danko Jones, Cosmo Sheldrake, DeWolff, Mathem and Tricks, Electric Rescue live, Hélas!, LVOE, Panda Dub live band, AO, Hologram_
- Samedi : Hindi Zahra, Brigitte, Emir Kusturica and The No Smoking Orchestra, Étienne de Crécy présente Super Discount 3 live, Bareto, Oxmo Puccino, Casseurs Flowters, DJ Pone live, Christine Salem, Toukan Toukän, ASM - A State of Mind, Arno N’Joy & Fake.VJ, Mutiny on The Bounty, Serafine, Philémone, The Souljazz Orchestra (en), Assad, Side Effekt
- Dimanche : Naâman, Charles Bradley and His Extraordinaires, The Shoes, Rone, Söndörgő, General Elektriks, Jain,   Soulwax, Kacem Wapalek, DJ Vadim feat. Big Red, CunninLynguists, Guts live, Steve Rachmad, Kinoko, Nuits Blondes, Mathem and Friends, Belakane, OldKids, Janski Beeeats

### 2015
10, 11 et 12 juillet
Programmation par scènes :
- Gingko : Izia, The Dø, Chinese Man, Volo, Rodrigo y Gabriela, Fauve, Parov Stelar, Tony Allen, Damian Marley, The Ting Tings, The Avener
- Biloba : Jabberwocky, Asha, The Herbaliser, Don Rimini, Kid Francescoli, Hanni El Khatib, Skip&Die, La Fine Équipe, Zoufris Maracas, Massilia Sound System, Electro Deluxe, Soviet Suprem
- Chapit'ô : Maya Kamaty, Scarecrow, Kid Wise, Chevalien, Waï Afrobeat, Canailles, Roller 79, Thylacine, D-BangerZ, New Bottle Old Wine, Jeanne Added, Padawin, Too Many Zooz
- Propul'Son : The Moonfingers, Tobassi, Mathem and Tricks, Organic Bananas, Holding Sand, Liz Van Deuq, Juke, Ropoporose, Mesparrow, Control Z Experience, Sybernetyks, Cruskin, Minou, Doclap, Scoop & J. Keuz, Biga*Ranx, La Grauss Boutique, La Maximum Cavalery

Annulation : Boris Brejcha (remplacé par Don Rimini).

### 2014
10 au 12 juillet : M, Woodkid, John Butler Trio, Détroit, Ben l'Oncle Soul & The Monophonics, Ayo, Cats on trees, Vitalic, Gramatik, Breton, Gaëtan Roussel, Ez3kiel, Barcella, Fakear, Winston McAnuff & Fixi, Sapiens Sapiens, Sarah W Papsun, Staff Benda Bilili, Marya Andrade, Ky-Mani Marley, Nasser, Ken Boothe, St. Lô, Bombay Show Pig, David Krakauer, Les Voleurs de Swing, Salut c'est cool, Nathalie Natiembé, Systema Solar.

### 2013
Avec un temps magnifique, Terres du Son  accueille du 12 au 14 juillet : Skunk Anansie, IAM, Archive, Kavinsky, George Clinton & The Parliament Funkadelic, Breakbot, Oxmo Puccino, Sanseverino, Asaf Avidan, Salif Keita, Puggy, Wax Tailor, Mathieu Boogaerts, Les Cowboys fringants, Lo'jo, Skunk Anansie, Concrete Knives, Sandra Nkaké, Clinton Fearon, Jukebox Champions, Miss Sonik, Elisa Jo, Hyphen Hyphen, Anakronic Electro Orkestra, Bollywood Masala Orchestra, Cabazi, Trombone Shorty & Orleans Avenue, Deluxe, Ceux qui marchent debout, La Vie d'Artiste, Janski Beeeats, Où est Stern, Djene Doumbouya, Martine On The Beach, Jekyll Wood, Hustle & Bustle, Chill Bump, Tepr.

### 2012
Le festival Terres du Son réunit du 13 au 15 juillet 2012 : Charlie Winston, Catherine Ringer, Earth Wind and Fire Experience, Emir Kusturica and The No Smoking Orchestra, JoeyStarr, Dionysos, C2C, Skip the Use, Imany, Didier Wampas, Finley Quaye, Groundation, Oldelaf, General Elektriks, Kanka, Tinariwen, Scratch Bandits Crew, The Japanese Popstars, Karpatt, Nadeah, Brahim, Dog Guilty Party, King Charles, Ziskakan, Bikini Machine, Socks Appeals, Sam Tach, Idir, John Wuplin And The Band, Sallie Ford and the Sound Outside, Carmen Maria Vega, Susheela Raman, Magenstria...
L'artiste Finley Quaye a annulé. 

### 2011
Le festival se déroule du 8 au 10 juillet 2011. Avec notamment Philippe Katerine, Yodelice, Moriarty, Dub inc, I'm from Barcelona, Yael Naim, AaRON, Louis Bertignac, La Ruda, Les Voleurs de swing et Les Hurlements d'Léo, Patrice, Chinese Man, Herman Düne, Irma, Lilly Wood and the Prick ainsi que The Artramps...

### 2010
Il y eut entre autres : Pete Doherty, Olivia Ruiz, Izia, Alexis HK, Féfé, Morcheeba, Ben l'Oncle Soul, Tété, Watcha Clan, Le Peuple de l'Herbe, Zenzile, Punish Yourself, Toots and the Maytals, Disiz, Danakil, Jil Is Lucky, The Skatalites, Volo, La Goutte au nez, Archimède, Pulpalicious, Teenage Bad Girl, DJ Shantel, BaliMurphy, Pro7, Biga, Give me a Kiss, Alexis HK, Alex Gopher...

### 2009
Il y eut entre autres : Emily Loizeau, Nicolas Jules, Abd Al Malik, The Surgeries, Thomas Fersen, Sporto Kantes, Daby Touré, Fumuj, The Rakes, The Asteroids Galaxy Tour, Horace Andy, Gentleman & The Far East Band, Balkan Beat Box, Yuksek, Caravan Palace, Victor Démé, The Herbaliser, Stuck in the Sound, Hugh Coltman, Shaka Ponk, Kiemsa, Beat Assailant, Beat Torrent, Anakronic Electro Orkestra...

### 2008
Micky Green, Alexandre Kinn, la Chanson du dimanche, The Dø, Cocoon, Keziah Jones, EZ3kiel, Hocus Pocus, Demie Mondaine, Mass Hysteria, Pigalle, Alborosie, Tiken Jah Fakoly, Orange Blossom, Grisbi, New York Ska-Jazz Ensemble...

### 2007
En 2007 il y eut notamment au programme Rose, Les Fatals Picards, DJ Zebra, AaRON, Mademoiselle K, Cassius, Java, Kill the Young, Maceo Parker, Les 100 Grammes de Têtes, Les Hurlements d'Léo, The Surgeries, Jamaica...

### 2006
Pour la seconde édition il y eut notamment High Tone, Sergent Garcia, As de Trèfle, Blankass, Da Silva, Rude Boy System, Les Wriggles, Pauline Croze, HushPuppies, Têtes Raides, Marie Cherrier, Syrano, U.H.T, Tarace Boulba, L'Dawa, Orly Chap, Faut Pas Pousser Mémé...

### 2005
Pour la première édition, il y eut notamment Marcel et son Orchestre, Jimmy Cliff, Dogma, Hocus Pocus, No One Is Innocent, The Servant, Smooth, Yuri Buenaventura...